# Else Mayer
Else Mayer (* 21. Februar 1891 in Pforzheim; † 27. April 1963 in Bonn) war eine deutsche Nonne und Mitglied der Frauenbewegung in der ersten Periode des Feminismus. Sie war eine der Pionierinnen der deutschen Frauenbewegung. Zusammen mit Alexandra Bischoff gründete sie den Erlöserbund.

## Leben
Else Mayer wurde als Tochter des Schmuckfabrikanten Victor Mayer und seiner Frau Lina geboren. Sie besuchte die Pforzheimer Höhere Töchterschule, das heutige Hilda-Gymnasium. Da sie eine Frau war, konnte sie aber nicht das Abitur erlangen. Nachdem sie mehrere Frauenklöster besucht hatte, gründete sie 1916 den Erlöserbund. Mit Unterstützung ihrer Familie und ihrer Mitgift kaufte sie Gebäude in Bonn, Breslau und Köln und unterstützte junge Studentinnen, indem sie ihnen eine Unterkunft gab. Bis zu ihrem Tod war sie die erste Generaloberin.
Der Erlöserbund wurde 2005 aufgehoben und in eine gemeinnützige Stiftung umgewandelt. Die Else-Mayer-Stiftung vergab von 2006 bis 2018 den Else-Mayer-Preis an Personen, die in der Nachfolge von Else Mayer stehen. Der Preis wurde erstmals 2006 an Annette Schavan verliehen. 2007 erhielt die Feministin Alice Schwarzer den Preis. 2019 löste sich die Else-Mayer-Stiftung auf und übertrug ihr Vermögen dem Hildegardis-Verein. Dieser vergibt seitdem an studierende Frauen ein Else-Mayer-Darlehen.